# Wohn- und Wirtschaftsgebäude Hiddigwarder Straße 23
Das Wohn- und Wirtschaftsgebäude Hiddigwarder Straße 23 (Bundesstraße 212) im niedersächsischen Berne-Hiddigwarden an der Ollen in dem Landkreis Wesermarsch, stammt aus dem 19. Jahrhundert.
Aktuell (2023) wird es als Wohnhaus genutzt.
Das Gebäude steht unter Denkmalschutz (siehe auch Liste der Baudenkmale in Berne).

## Geschichte
Das eingeschossige giebelständige Wohn- und Wirtschaftsgebäude als Vierständer-Hallenhaus mit Backsteinaußenmauern, reetgedecktem Krüppelwalmdach mit neueren Schwalbenschwanzgauben, Niedersachsengiebeln mit Uhlenloch sowie neuer Türanlage mit Korbbogen stammt aus der zweiten Hälfte des 19. Jahrhunderts.
Das Landesdenkmalamt befand: „… als Teil der Gruppe ‚Hofanlagen Hiddigwarden‘ eine geschichtliche Bedeutung ….“